# لیلی جان
لیلی یه جان (چینی سنتی: 葉公杼; پین‌یین: Yè Gōngzhù؛ متولد ۲۰ ژانویه ۱۹۴۷) یک عصب‌شناس تایوانی-آمریکایی است. او جک و دلوریس لانگ، استاد فیزیولوژی و بیوفیزیک در دانشگاه کالیفرنیا، سانفرانسیسکو است، جایی که او با همسرش یو نونگ جان به عنوان همکار در یک آزمایشگاه همکاری می‌کند.

## اوایل زندگی، تحصیل و شغل
لیلی یه، با نام تولد یه کونگ چو (Ye Gongzhu) در فوژو، چین، از دو حسابدار، با نام یه هونگ شو و لی چوان-هوا به دنیا آمد. در سال ۱۹۴۹، خانواده او به تایوان نقل مکان کردند. او در یک مدرسه دولتی معتبر به نام دبیرستان دخترانه اول تایپه تحصیل کرد. او به عنوان دانش آموز دبیرستانی به خصوص به رشته فیزیک علاقه‌مند شد، این علاقه از جایزه نوبل فیزیک ۱۹۵۷ پدید آمد که به تسونگ دائو لی و چن نینگ یانگ و همچنین فیزیکدان تجربی چین شیونگ وو اعطا شد.
جان به دانشگاه ملی تایوان رفت و در آنجا مدرک لیسانس خود را در فیزیک در سال ۱۹۶۸ دریافت کرد. او سپس تحصیلات تکمیلی خود را با قصد تحصیل در فیزیک نظری در کلتک آغاز کرد. دو سال بعد، در سال ۱۹۷۰، از مشاور پایان‌نامه خود، ماکس دلبروک (برنده جایزه نوبل ۱۹۶۹) و جروم وینوگراد الهام گرفت تا رشته تحصیلی خود را به زیست‌شناسی تغییر دهد.
تغییر رشته شامل این بود که جان پس از گذراندن امتحانات صلاحیتی برای دانشجویان فارغ‌التحصیل فیزیک و همچنین آزمون تعیین سطح در زیست‌شناسی ارگانیسم، در یک آزمون هفت روزه، کتاب باز و کتابخانه باز در زمینه زیست‌شناسی شرکت کرد. پروپوزال لیلی جان و کار پایان‌نامه بعدی او بر مطالعات ساختاری محلی سازی رودوپسین در گیرنده‌های نوری پستانداران و همچنین در غشای پلاسمایی متمرکز بود. مشاوران او برای تحصیلات تکمیلی ژان پل رول و مکس دلبروک بودند. پس از پیوستن به گروه دلبروک، یان یکی از اعضای زیرگروه زیست‌شناسی غشایی بود که در آنجا آزمایش‌های چالش‌برانگیزی را در دولایه لیپیدی سیاه در زیرزمین ساختمان مهندسی برق انجام داد. یان در مصاحبه ای اعلام نمود که از این نقطه به بعد، دلبروک اطمینان حاصل کرد که کارهای شاگردان خود را از کارهای همسرش یوه نونگ جان جدا کند، زیرا تحصیلات تکمیلی او با دلبروک بر پاسخ‌های حسی قارچ فیکومیکس به نور، در میان سایر محرک‌ها متمرکز بود.
لیلی جان پست دکترا را در آزمایشگاه سیمور بنزر در کلتک و متعاقباً در آزمایشگاه استفان کوفلر در دانشکده پزشکی هاروارد ادامه داد. جان و همسرش در سال ۱۹۷۹ به دانشکده دانشگاه کالیفرنیا، سانفرانسیسکو پیوستند، جایی که رهبران یک گروه تحقیقاتی مشترک هستند. او از سال ۱۹۸۴ محقق HHMI بوده است.

## پژوهش‌ها
پس از فارغ‌التحصیلی از کلتک با Ph.D. در سال ۱۹۷۴، لیلی جان و همسرش یوه نونگ جان دوره‌های تابستانی را در آزمایشگاه کولد اسپرینگ هاربر با هم گذراندند. این دوره شروع همکاری علمی آنهاست که اکثریت حرفه آنها را دربر گرفته است. پس از آن در آزمایشگاه کولد اسپرینگ هاربر جان و همسرش هر دو دوره فوق دکتری را در گروه سیمور بنزر در کالتک آغاز کردند. اولین تلاش مشترک آنها ساخت یک دکل الکتروفیزیولوژی در آزمایشگاه به منظور مشخص کردن اتصال عصبی عضلانی در لارو مگس مگس سرکه بود. این تلاش منجر به اولین مقاله از دو نشریه مشترک آنها شد که در سال ۱۹۷۶، نه سال پس از اولین ملاقات جان و همسرش، در دست چاپ بودند. در طول این مدت، جانس ابتدا مشاهده کرد که لارو جهش یافته نر شَکِر کی‌اس ۱۳۳ پس از تحریک حرکتی، واکنش تحریکی فوق‌العاده بزرگی از خود نشان داد. کشف اینکه آیا فنوتیپ جهش یافته با عصب یا عضله لاروهای جهش یافته شَکِر مرتبط است یا خیر، آغاز تحقیقات جان در کانال‌های یونی را مشخص می‌کند.
جان و همسرش در سال ۱۹۷۹ به عنوان استادیار در دانشگاه کالیفرنیا، سان فرانسیسکو به دانشکده زیست‌شناسی آن پیوستند و در آنجا یک آزمایشگاه مشترک راه اندازی کردند. این دو محقق تنها ۱۵۰۰۰ دلار برای شروع کار و ۱۰۰۰ دلار برای ادامه مسیر دریافت کردند که بعدها با افزایش توجه عموم و محققین این رقم به مرور افزایش یافت.